# オークランド (ピッツバーグ)

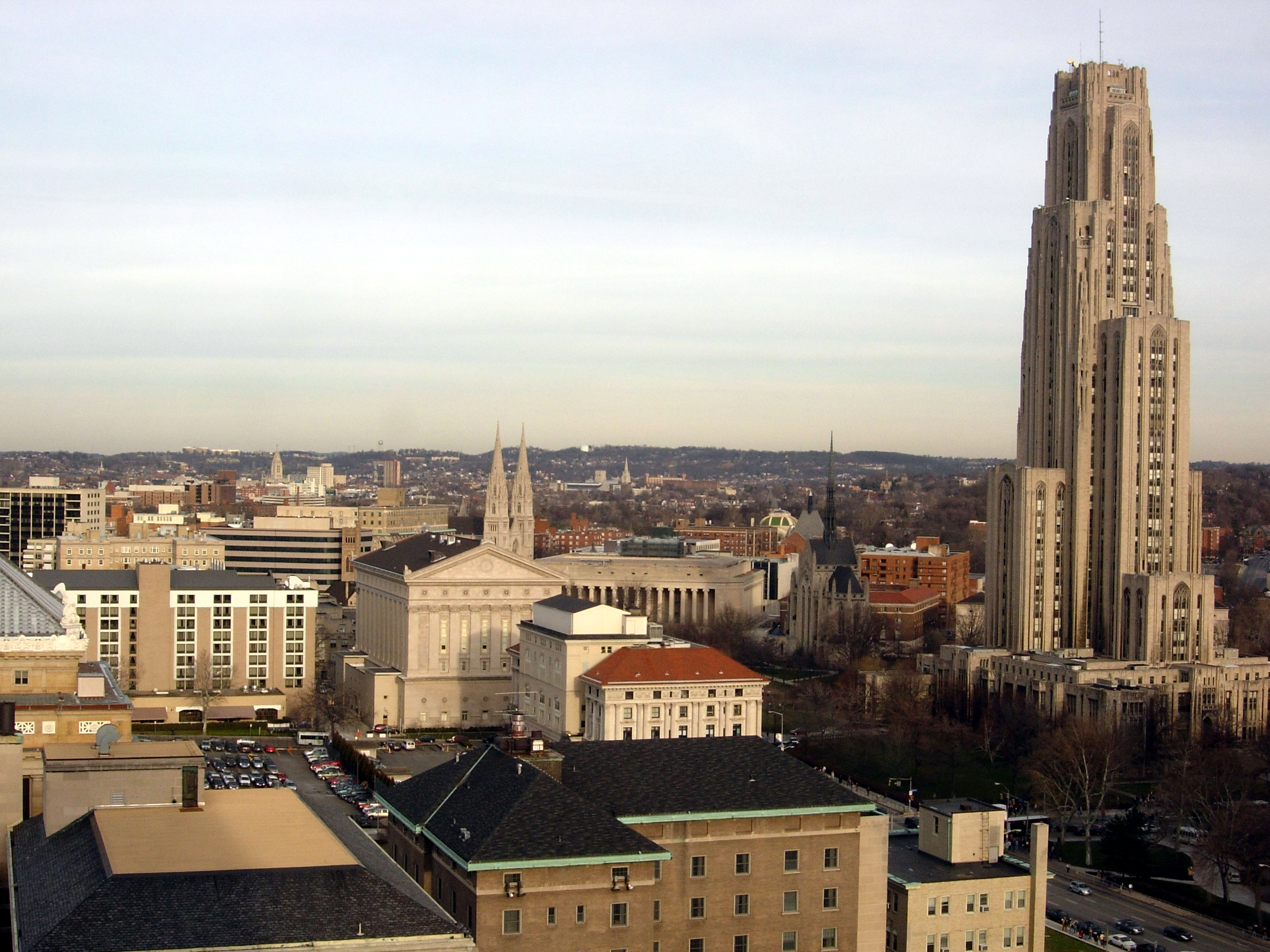
オークランド地区

オークランド地区はピッツバーグ・ダウンタウン（川の合流の内側）の東方にある

オークランド（Oakland）は、アメリカ合衆国ペンシルベニア州ピッツバーグ市東部、ダウンタウンの東約4-5kmに広がる地区。カーネギーメロン大学やピッツバーグ大学がキャンパスを構え、カーネギー・インスティテュート（カーネギー美術館、カーネギー自然史博物館、カーネギー音楽堂、ピッツバーグ・カーネギー図書館本館）が立地するなど、高等教育・研究機関や文化施設が立ち並ぶ、ピッツバーグの文教地区である。また、ピッツバーグ市内ではダウンタウンに次ぐ商業中心地でもある。

## 概要
オークランドは、市当局による区分では北オークランド、中央オークランド、南オークランド、および西オークランドの4つの地区に分けられる。また、カーネギーメロン大学やシェンリー・パーク（Schenley Park）の立地する地は、市当局による区分ではノース・オークランド地区の東に隣接するスクイレルヒル地区になるが、オークランド地区に含められることが多い。オークランド地区のほぼ中央を東西に、西隣りのピッツバーグ・ダウンタウン方面から東隣りのスクイレルヒル方面へ「五番街」（en:Fifth Avenue (Pittsburgh)）およびフォーブス通り（en:Forbes Avenue）が並行して通っていて、大学などの主要文教施設はこれらの通りに面している。
北オークランド地区はピッツバーグ大学のキャンパスが広がる地区で、大学のメインの建物であり、シンボルでもある学びの聖堂が建っている。また、地区内を走るクレイグ・ストリート沿いは商業地になっている。中央オークランド地区や南オークランド地区は男女社交クラブの家や学生向けの飲食店が立ち並び、学生が多く住む地区になっている。西オークランド地区にはピッツバーグ医療センターの施設が立ち並び、また、カーロウ大学のキャンパスが広がっている。
また、オークランド地区にはカトリックのピッツバーグ司教区の司教座であるセントポール大聖堂が建っている。このゴシック建築様式の大聖堂はシカゴの建築設計会社、エガン・アンド・プリンデビルによって設計されたもので、1906年に完成した。この大聖堂は1983年に国家歴史登録財に指定された。

## 註
1. ↑  Powell, Albrecht. Oakland - Neighborhood of Pittsburgh. About.com.
2. ↑  Neighborhood Maps. City of Pittsburgh.
3. ↑  Saint Paul Cathedral: Building History. Saint Ambrose Foundation.